# Organosodique
Un organosodique est un composé organométallique contenant une liaison carbone-sodium,. Les applications de ce type de ce composé sont limitées, car en concurrence avec les organolithiens qui sont disponibles dans le commerce et dont la réactivité est plus facile à gérer.
Le principal organosodique d'importance commerciale est le cyclopentadiénure de sodium. Le tétraphénylborate de sodium peut aussi être catégorisé dans les organosodiques car à l'état solide le sodium est lié aux groupes aryles.
Comme tous les organométalliques du groupe 1, les organosodiques sont caractérisés par une forte polarité (l'électronégativité du  carbone étant de 2,55 contre 0,93 pour le sodium, 0,98 pour le lithium, 0,82 pour le potassium et le rubidium) ce qui rend le carbone nucléophile. Leur nature carbanionique peut être minimisée par résonance, par exemple en les substituant avec un groupe phényle comme pour le Ph3CNa.

## Synthèse
La méthode traditionnelle pour préparer un organosodique implique une déprotonation. On obtient ainsi le cyclopentadiénure de sodium par traitement du cyclopentadiène avec du sodium métallique :
2 Na + 2 C5H6 ⟶ 2 Na(C5H5) + H2.
Le trityl sodium peut lui être obtenu par échange métal-halogène. On fait ainsi réagir le chlorure de trityle avec le sodium métallique :
Ph3CCl  +  2 Na   →   Ph3CNa  +  NaCl.
Le sodium peut aussi réagir avec des hydrocarbures aromatiques polycycliquess  par réduction monoélectronique. Avec des solutions de naphtalène, il forme des radicaux colorés intensément de naphtaléniure de sodium, utilisé comme agent réducteur soluble :
C10H8 + Na → Na+[C10H8]-•.
Initialement, les alkylsodium était obtenu à partir du dialkylmercure par transmétallation. Par exemple, l'éthylsodium peut être obtenu à partir du diéthylmercure par la réaction de Schorigin,, :
(C2H5)2Hg  + 2Na → 2C2H5Na.
Les organosodiques simples, tels que les dérivés alkyles ou aryles, sont généralement des polymères insolubles.

## Réactions
Les organosodiques sont généralement utilisés comme des bases fortes, même s'ils ont été supplantés par des réactifs tels que le bis(triméthylsilyl)amidure de sodium.
Les métaux alcalins supérieurs sont connus pour métalliser même des hydrocarbures inactivés, y compris pour s'auto-métalliser :
2 NaC2H5 →  C2H4Na2 + C2H6.
Dans la réaction de Wanklyn (1858),, un organosodique réagit avec le dioxyde de carbone pour donner des carboxylates :
C2H5Na + CO2 → C2H5CO2Na.
Les organomagnésiens pouvant subir une réaction similaire.
Certains organosodiques peuvent être dégradés par bêta-élimination :
NaC2H5  →  NaH  +  C2H4.

## Applications industrielles
Même si la chimie organosodique a été décrite comme de « faible importance industrielle », elle était autrefois centrale dans la production de tétraéthylplomb. 
Une réaction similaire au couplage de Wurtz servait également de base à la fabrication industrielle de triphénylphosphine :
3 PhCl  +  PCl3  +  6 Na   →    PPh3  +  6 NaCl.

## Dérivés organiques avec des alcalins plus lourds
Les dérivés d'alcalins lourds, organopotassique, organorubidique et organocésique, sont encore plus réactifs que les organosodiques et ont donc une utilité limitée. Un réactif notable est la base de Schlosser, un mélange de n-butyllithium et de tert-butoxyde de potassium. Elle réagit notamment avec le propène pour former  l'allylpotassium (KCH2CHCH2). Les formes cis et trans du but-2-ène s'équilibrent en présence d'un alcalin. Si la réaction d'isomérisation est rapide avec le lithium et le sodium, elle est lente avec les alcalins supérieurs. L'alcalin le plus haut favorise la conformation stériquement congestionnée. De nombreuses structures cristallines d'organopotassiques ont été rapportées, et il a été établi que comme pour les organosodiques, il s'agit de polymères.